# Cicileus latellai
Espèce
Cicileus latellai est une espèce de scorpions de la famille des Buthidae.

## Distribution
Cette espèce est endémique de Libye. Elle se rencontre vers Fezzan dans le Tadrart Acacus.

## Étymologie
Cette espèce est nommée en l'honneur de Leonardo Latella.

## Publication originale
- Lourenço & Rossi, 2015 : « A. New considerations on the genus Cicileus Vachon, 1948 (Scorpiones: Buthidae) and description of a new species from Libya. » Arachnida - Rivista Aracnologica Italiana, vol. 1, no 1, p. 22-37.